# Cervelle de canut
Cervelle de canut là một loại pho mát để chấm/phết, và là đặc sản của Lyon, Pháp.
Món này dựa trên fromage blanc, nêm với rau thơm thái, muối, tiêu, dầu ô liu và giấm. Tên của nó theo nghĩa đen là "não của người làm lụa". Người ta nghĩ tên của nó phản ảnh ý kiến của những người thợ dệt ở Lyon.